# May This Be Love
Pistes de Are You Experienced
I Don't Live Today
(6) Fire
(8)
May This Be Love est une chanson écrite par Jimi Hendrix pour le premier album du Jimi Hendrix Experience Are You Experienced (1967). C'est une ballade qui démontre la capacité d'Hendrix à écrire des paroles réfléchies et des mélodies subtiles.

## Contexte et enregistrement
Are You Experienced et ses singles précédents ont été enregistrés sur une période de cinq mois, de fin octobre 1966 à début avril 1967. L'album a été achevé en seize sessions d'enregistrement dans trois studios à Londres, dont De Lane Lea Studios, CBS et Olympic. Le producteur du groupe, Chas Chandler, a réservé de nombreuses sessions à Olympic parce que l'installation était acoustiquement supérieure et équipée de la plupart des dernières technologies, bien qu'elle utilisait toujours des enregistreurs à quatre pistes, alors que les studios américains utilisaient des enregistreurs à huit pistes.
Le 3 avril 1967, l'Experience est revenue à Olympic, ajoutant des pistes supplémentaires et achevant les mixages finaux sur plusieurs masters inachevés. Au cours de la session de huit heures, le groupe a enregistré trois nouvelles chansons, dont Highway Chile, May This Be Love et Are You Experienced?.

## Composition et paroles
May This Be Love est une ballade qui démontre la capacité d'Hendrix à écrire des paroles réfléchies et des mélodies subtiles. L'auteur et musicologue Keith Shadwick a écrit : « C'est une composition mélodique et romantique qui confine au sentimental ». L'auteur David Stubbs a décrit la chanson comme « de loin la plus belle piste de l'album », et un exemple de la polyvalence d'Hendrix en tant que guitariste. Selon le musicologue Dave Whitehill, la chanson est caractéristique du « côté plus doux » de Hendrix, utilisant les gammes pentatoniques majeures E et La pour créer un « cadre pastoral digne du contenu lyrique ». Whitehill a décrit le solo de guitare comme « l'un des plus lyriques et des plus beaux de Jimi ».

## Sorties et accueil critique
May This Be Love est sorti pour la première fois sur les éditions britannique et américaine de Are You Experienced (respectivement 12 mai et 23 août 1967). Une version alternative a été enregistrée au cours de la même session dans laquelle Hendrix a doublé sa voix et les guitares ont été mixées différemment. En 2010, il a été inclus dans le coffret West Coast Seattle Boy: The Jimi Hendrix Anthology.
Dans une critique de chanson pour AllMusic, Thomas Ward a qualifié l'enregistrement original de "l'un des morceaux les plus sophistiqués musicalement sur Are You Experienced?". Il fait l'éloge du travail du chant, des paroles et de la guitare d'Hendrix et conclut : « May This Be Love est essentiellement une belle chanson d'amour, l'une des plus belles chansons d'amour du canon d'Hendrix. Le solo de guitare à la fin de la chanson est exceptionnel. »

### Documentaires
- (en) [vidéo][DVD] « Jimi Hendrix », 2005, Warner Home Video (ASIN B0009E3234)
- (en) [vidéo][DVD, Blu-ray] « Jimi Hendrix: Hear My Train A Comin' », 2013, Sony Legacy (ASIN B00F031WB8)
- (en) [vidéo][DVD, Blu-ray] « West Coast Seattle Boy: Jimi Hendrix: Voodoo Child », 2012, Sony Legacy (ASIN B007ZC92FA)